# Kolej linowo-terenowa Écluse – Plan
Kolej linowo-terenowa Écluse – Plan (fr. Funiculaire Écluse – Plan) – automatyczna kolej linowo-terenowa w szwajcarskim Neuchâtel (kanton Neuchâtel). Linia łączy północną część śródmieścia ze znacznie wyżej położoną Rue du Plan.

## Historia
Była to pierwsza kolej linowa uruchomiona w kantonie Neuchâtel. Otwarto ją w 1890 jako napędzaną balastem wodnym. Została poddana renowacjom w latach 1907, 1922 (przebudowa na automatyczną), 1942, 1975 i 1985. W 1906 została przejęta przez Compagnie des tramways de Neuchâtel (TN). W 2015 wagony uzyskały nową malaturę. Obecnie (2021) kursy odbywają się co 10 minut. Na prostoliniowo przebiegającej trasie zbudowano trzy tunele i dwa przystanki pośrednie: Boine i Côte. Pasażerowie, którzy zamierzają wysiąść lub wsiąść na tych przystankach, sygnalizują to przyciskiem na żądanie.
Linia jest częścią systemu transportu publicznego miasta Neuchâtel (TransN).

## Parametry techniczne
Kolej charakteryzuje się następującymi parametrami technicznymi:
- trakcja elektryczna,
- układ torowisk: pojedynczy tor (z mijanką),
- dolna stacja na wysokości 435 m n.p.m.,
- górna stacja na wysokości 546 m n.p.m.,
- długość: 391 metrów,
- rozstaw toru: 1000 mm,
- różnica poziomów: 111 metrów,
- maksymalne pochylenie: 38%,
- prędkość maksymalna: 4 m/s[5].